# Crazy Frog Presents More Crazy Hits
Crazy Frog Presents More Crazy Hits drugi je studijski album švedske grupe Crazy Frog. Objavila ga je diskografska kuća Mach 1 Records GmbH 9. lipnja 2006. godine. Nastavak je prvog studijskog albuma Crazy Frog Presents Crazy Hits. Album sadrži 15 pjesama.

## Popis pjesama
1. Intro – 0 min, 55 s
2. We Are The Champions (Ding A Dang Dong) – 2 min, 57 s
3. Crazy Frog In The House (Knightrider) – 3 min, 18 s
4. I'm Too Sexy – 3 min, 7 s
5. Hey Baby – 2 min, 51 s
6. Crazy Jodeling – 2 min, 55 s
7. The Final Countdown – 2 min, 50 s
8. I Will Survive – 3 min, 24 s
9. Nellie The Elefant – 3 min, 7 s
10. Ice Ice Baby – 3 min, 58 s
11. Kiss Him Goodbye (Na Na Na, Hey Hey) – 3 min, 4 s
12. Copa Banana – 3 min, 17 s
13. Go Froggy Go – 2 min, 56 s
14. Rock Steady – 2 min, 41 s
15. Super Crazy Sounds – 2 min, 31 s

## Vanjske poveznice
- Službena web-stranica
- Discogs